# Isola Rizza
Isola Rizza är en ort och kommun i provinsen Verona i regionen Veneto i Italien. Kommunen hade 3 242 invånare (2018).